# E4A
Pour le code géologique e4a, voir Sparnacien.
Le E4A est une unité spéciale de la Royal Ulster Constabulary formée sur le modèle du Special Air Service au début des années 1980 pour fournir une réaction violente à l'activité de l'IRA provisoire et de l'Irish National Liberation Army. Elle sera impliquée dans la Politique du « tirez pour tuer » (en).